# Schronisko PTTK na Hali Boraczej

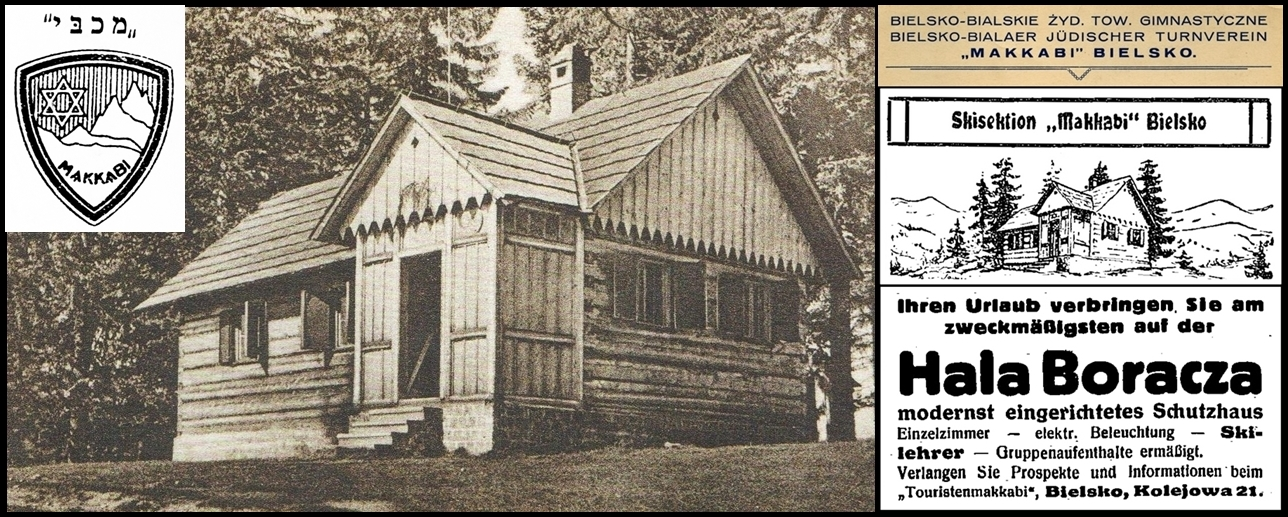
Pierwsze schronisko na Hali Boraczej, Żydowskiego Towarzystwa Turystyczno-Narciarskiego „Makkabi” z Bielska

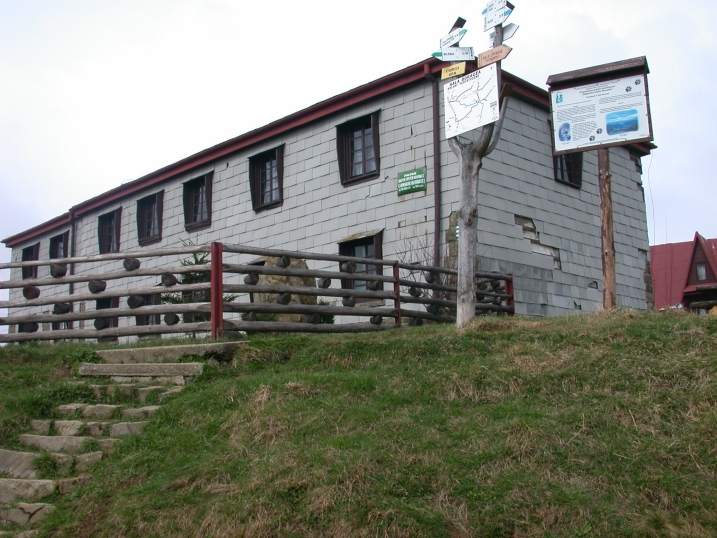
Schronisko przed wymianą elewacji w 2008

Schronisko PTTK na Hali Boraczej – górskie schronisko turystyczne Polskiego Towarzystwa Turystyczno-Krajoznawczego w Beskidzie Żywieckim, na Hali Boraczej. Położone jest na wysokości 854 m n.p.m., na przełęczy pomiędzy Prusowem a wierzchołkiem 998 m n.p.m., na północno-zachodnim grzbiecie Redykalnego Wierchu. Terytorialnie należy do gminy Milówka.

## Historia
Pierwsze schronisko wybudowane zostało w 1926 (Edward Moskała podaje 1925) przez Żydowskie Towarzystwo Sportowe „Makkabi” z Bielska jako obiekt drewniany. Było to wówczas pierwsze żydowskie schronisko na świecie. Po jego uruchomieniu opiekę nad obiektem objęło Żydowskie Towarzystwo Turystyczno-Narciarskie (powstałe z sekcji narciarskiej ŻTS). Schronisko było małe, z beli ciosanych, na kamiennej podmurówce, z gankiem. 12 kwietnia 1932 budynek strawił pożar, jednak szybko podjęto się odbudowy i 18 grudnia 1932 otwarto nowe, murowane schronisko. Według innych źródeł, ze względu na dużą popularność stary obiekt okazał się za mały, więc w 1934 wybudowano obok drugie schronisko, murowane i większe. Stary obiekt miał z czasem stać się budynkiem gospodarczym. Nowy obiekt posiadał dwie duże sale restauracyjne i 50 miejsc noclegowych.
Schronisko nazwano imieniem Maxa Nordaua (Nordauhaus). Było jednym z najnowocześniejszych w Polsce – zasilane było energią elektryczną, posiadało 8 pokoi gościnnych, świetlicę, pomieszczenia gospodarcze – mogło pomieścić 100 osób. Przy budynku wybudowano także domek zdrojowy i składnicę nart. Działała przy nim także poczta górska, a od grudnia 1936 połączenie ze światem zapewniała linia telefoniczna.
W czasie II wojny światowej schronisko uległo rabunkowi i dewastacji, następnie zostało przejęte przez Beskidenverein. Po wojnie stało się własnością babiogórskiego oddziału Polskiego Towarzystwa Tatrzańskiego, który uruchomił je 29 września 1946. W latach 1968–1970 Polskie Towarzystwo Turystyczno-Krajoznawcze dokonało generalnego remontu, zmieniającego wygląd zewnętrzny budynku. Jesienią 2008 dokonano wymiany elewacji, która była wykonana z płyt cementowo-azbestowych na drewnianą oblicówkę.

## Warunki pobytu
Schronisko dysponuje 34 miejscami noclegowymi w pokojach 2, 4 i 10-osobowych. Turyści mogą skorzystać z jadalni, sali z kominkiem, wypożyczalni sprzętu narciarskiego
Ze schroniska roztaczają się widoki na Beskid Śląski (Barania Góra, Ochodzita) i Żywiecki (Sucha Góra, Muńczoł, Boraczy Wierch, Lipowski Wierch, Rysianka, Romanka).
Niedaleko schroniska znajduje się wyciąg narciarski.

## Szlaki turystyczne
z hali Rysianka (1,40h)
 z Milówki (2h)
 z Rajczy (3h)
 z Rajczy przez Redykalny Wierch (4,15h)
 z Żabnicy Skałki (1h)